# PORNO 3003
『PORNO 3003』（ポルノ3003）は、1997年10月10日にリリースされたピチカート・ファイヴ14枚目のシングル。
映画「黒い十人の女」予告編の音楽。ナレーターとして岸田今日子が参加。

## 収録曲
1. PORNO 3003（予告編ヴァージョン）PORNO 3003
  - 詞／曲：小西康陽
2. trailer music（*********records, tokyoお知らせ篇）
  - 詞／曲：小西康陽
3. PORNO 3003 I ソファのための音楽 II GALAXY ONE III It's all beautiful...PORNO 3003 I music for sofa II GALAXY ONE III It's all beautiful...
  - 詞／曲：小西康陽　featuring：夏木マリ

## 収録アルバム
- 『ハッピー・エンド・オブ・ザ・ワールド』（1997年6月21日）